# Trofeo Matteotti 2012
Il Trofeo Matteotti 2012, sessantaseiesima edizione della corsa, valida come evento dell'UCI Europe Tour 2012 categoria 1.1, si svolse il 29 luglio 2012 su un percorso totale di circa 195 km. Fu vinto dall'italiano Pierpaolo De Negri, che terminò la gara in 4h42'00" alla media di 41,48 km/h.
Al traguardo 51 ciclisti portarono a termine il percorso.

## Ordine d'arrivo (Top 10)
| Pos. | Corridore               | Squadra       | Tempo    |
| ---- | ----------------------- | ------------- | -------- |
| 1    | Pierpaolo De Negri      | Farnese Vini  | 4h42'00" |
| 2    | Marko Kump              | Adria Mobil   | s.t.     |
| 3    | Fabio Taborre           | Acqua & Sap.  | s.t.     |
| 4    | Andrea Pasqualon        | Colnago       | s.t.     |
| 5    | Paolo Bailetti          | Utensilnord   | s.t.     |
| 6    | Miguel Ángel Rubiano    | Androni Gioc. | s.t.     |
| 7    | Jonathan Monsalve       | Androni Gioc. | s.t.     |
| 8    | Carlos Alberto Betancur | Acqua & Sap.  | s.t.     |
| 9    | Aleksandr Zdanov        | Team Nippo    | s.t.     |
| 10   | Fortunato Baliani       | Team Nippo    | s.t.     |